# Серебрянська сільська рада (Бахмутський район)
| Серебрянська сільська рада — сільська рада в Бахмутському районі Донецької області з адміністративним центром у селі Серебрянка. Сільській раді підпорядковані населені пункти: - с. Серебрянка — населення 1 111 осіб; - с. Григорівка — населення 90 осіб; Загальна кількість населення становить 1 201 особу. Загальний склад ради: 14 депутатів. В результаті місцевих виборів 2010 р. всі 14 депутатів було обрано від Партії Регіонів. Голова сільради — Ходак Віктор Павлович. |

## Керівний склад сільської ради
| ПІБ                       | Основні відомості                                                         | Дата обрання | Дата звільнення |
| ------------------------- | ------------------------------------------------------------------------- | ------------ | --------------- |
| Копиця Михайло Григорович | Сільський голова, 1960 року народження, освіта, член Партії регіонів      | 26.03.2006   | 31.10.2010      |
| Ходак Віктор Павлович     | Сільський голова, 1960 року народження, освіта вища, член Партії регіонів | 31.10.2010   |                 |

Примітка: таблиця складена за даними джерела

## Географія
Серебрянська сільська рада розташована на північному сході Бахмутського району. Відстань від села Серебрянка шосейним шляхом:
- до обласного центру м. Донецька — 150 км;
- до міста Бахмута — 60 км.
- Залізницею до м. Донецька — 180 км.

Територія Серебрянської сільської ради є частиною рельєфного утворення — Донецький кряж, характерними особливостями якого є рівнина, часто зрізана балками різного напрямку.
Площа земель становить 5 931 га, з них лісів — 1024 га.
Перелік водних об'єктів: річки Сіверський Донець та Бахмутка і три ставка загальною площею водного дзеркала 10,1 га.
Ґрунтовий покрив представлений 33 агровиробничими групами та підгрупами ґрунтів, які діляться за механічним складом та хімічним аналізом. В основному це чорноземи, але на схилах здебільшого змиті, що суттєво впливає на врожайність сільгоспкультур.

## Корисні копалини
Багаті землі сільської ради корисними копалинами — поклади доломіту, необмежені запаси глини, значні поклади крейди, поклади питної води. Нині використовується кар'єр аргелітових глин та свердловина питної води.

## Природно-заповідний фонд
Природно-заповідний фонд налічує два об'єкти:
1. Пам'ятка природи місцевого значення «Мар'їна гора»
2. Заказник місцевого значення «Ковильники біля села Григорівки»

## Економіка
На території Серебрянської сільської ради представлені такі галузі матеріального виробництва:
- сільське господарство,
- рибне господарство,
- промисловість,
- культурно-оздоровча та туристична сфера.

## Стратегічна мета інвестиційного розвитку сільської ради
Пріоритетними галузями економіки, розвиток яких потребує залучення інвестицій, є : — сільське господарство, тваринництво.
Крім того, у соціальній сфері в першочерговому порядку капіталовкладення необхідні: для ремонту школи-садка, фельдшерських пунктів та благоустрою кладовища; на капітальні ремонти сільських доріг; на освітлення сільських вулиць в нічний час; на оформлення, упорядкування побутового звалища.